# シベリス・ベラネス
シベリス・ベラネス（Sibelis Veranes Morell 1974年2月5日- ）はキューバ出身の柔道選手。現役時代は70kg級の選手。
1999年の世界選手権に続いて、翌年の2000年シドニーオリンピックでも優勝を果たす。その後はそれほどの活躍は見られなかった。得意技は袖釣込腰。

## 主な戦績
66kg級での戦績
- 1992年 - ドイツ国際　3位
- 1996年 - パンナム選手権　優勝
- 1996年 - アメリカ国際　3位
- 1997年 - ワールドカップ国別団体戦　優勝
- 1997年 - オーストリア国際　優勝
- 1997年 - パンナム選手権　優勝

70kg級での戦績
- 1998年 - フランス国際　優勝
- 1998年 - オーストリア国際　優勝
- 1998年 - ドイツ国際　3位
- 1998年 - ワールドカップ国別団体戦　優勝
- 1998年 - パンナム選手権　優勝
- 1999年 - ユニバーシアード　優勝
- 1999年 - パンアメリカン競技大会　優勝
- 1999年 - 世界選手権　優勝
- 2000年 - オーストリア国際　優勝
- 2000年 - ドイツ国際　優勝
- 2000年 - ハンガリー国際　優勝
- 2000年 - ポーランド国際　2位
- 2000年 - シドニーオリンピック　優勝
- 2000年 - 福岡国際　優勝
- 2002年 - ワールドカップ国別団体戦　2位
- 2002年 - パンナム選手権　優勝